# Worldloppet Cup
Der FIS Worldloppet Cup (bis 2015 FIS Marathon Cup) des internationalen Skiverbandes FIS umfasste eine Reihe von Skimarathons. Das Langlaufkomitee der FIS und der Worldloppet-Skiverband stellten in Zusammenarbeit die Wettkampfserie zusammen und übernahmen die Prämierung der Gesamtwertung. Den Skilanglauf-Marathon-Cup gab es erstmals in der Saison 1999/2000. Er wurde ins Leben gerufen, um für Eliteskiläufer den Start bei Skimarathons attraktiver zu machen.
Das Programm des Worldloppet Cup konnte sich von Jahr zu Jahr ändern. Hauptsächlich bestand der Cup aus Läufen der Worldloppet-Serie. Wettkämpfe, die in die Cup-Serie aufgenommen wurden, mussten eine Mindestlänge von 42 km aufweisen. Aber nicht mehr als zwei Rennen des Cup sollten kürzer als 50 km sein. Es wurde angestrebt, dass die Wettkämpfe ausgewogen geografisch verteilt sind, und sowohl Rennen in klassischer als auch freier Technik vertreten sind.
Die Punkte für die Gesamtwertung des Worldloppet Cup wurden unter den ersten 30 Männern und 30 Frauen vergeben. Der Sieger erhielt 100 Punkte, der Zweitplatzierte 80, der Dritte 60, der Vierte 50, der Fünfte 45 usw. Die Serie wurde letztmals in der Saison 2018/19 ausgetragen und zur Saison 2019/20 eingestellt, da man das Ziel, den Start bei Skimarathons für Eliteskiläufer attraktiver zu machen, erreicht habe.

## Ergebnisse der Gesamtwertung

### Männer
| Saison  | Nr. 1                  | Nr. 2                  | Nr. 3                 |
| ------- | ---------------------- | ---------------------- | --------------------- |
| 2000    | Raul Olle              | Staffan Larsson        | Stanislav Řezáč       |
| 2001    | Gianantonio Zanetel    | Stéphane Passeron      | Raul Olle             |
| 2002    | Maurizio Pozzi         | Roberto De Zolt Ponte  | Gianantonio Zanetel   |
| 2003    | Jørgen Aukland         | Stanislav Řezáč        | Gianantonio Zanetel   |
| 2003/04 | Gianantonio Zanetel    | Silvio Fauner          | Stanislav Řezáč       |
| 2004/05 | Stanislav Řezáč        | Marco Cattaneo         | Gianantonio Zanetel   |
| 2005/06 | Marco Cattaneo         | Pierluigi Costantin    | Roberto De Zolt Ponte |
| 2006/07 | Jerry Ahrlin           | Jørgen Aukland         | Stanislav Řezáč       |
| 2007/08 | Anders Aukland         | Jerry Ahrlin           | Marco Cattaneo        |
| 2008/09 | Marco Cattaneo         | Jerry Ahrlin           | Stanislav Řezáč       |
| 2009/10 | Fabio Santus           | Oskar Svärd            | Marco Cattaneo        |
| 2010/11 | Jerry Ahrlin           | Fabio Santus           | Stanislav Řezáč       |
| 2011/12 | Stanislav Řezáč        | Anders Aukland         | Jörgen Brink          |
| 2012/13 | Sergio Bonaldi         | Benoît Chauvet         | Anders Aukland        |
| 2013/14 | Tom Reichelt           | Benoît Chauvet         | Martin Koukal         |
| 2014/15 | Petr Novák             | Benoît Chauvet         | Toni Livers           |
| 2016    | Toni Livers            | Bastien Poirrier       | Candide Pralong       |
| 2017    | Candide Pralong        | Ivan Perrillat Boiteux | Toni Livers           |
| 2018    | Ivan Perrillat Boiteux | Gérard Agnellet        | Loïc Guigonnet        |
| 2019    | Damien Tarantola       | Gérard Agnellet        | Loïc Guigonnet        |

### Frauen
| Saison  | Nr. 1                | Nr. 2                                       | Nr. 3                      |
| ------- | -------------------- | ------------------------------------------- | -------------------------- |
| 2000    | Swetlana Nageikina   | Maria Theurl-Walcher                        | Monica Johansson           |
| 2001    | Antonina Ordina      | Irina Skladnewa                             | Nadeschda Slessarewa       |
| 2002    | Antonina Ordina      | Elin Nilsen                                 | Natalja Alexejewa          |
| 2003    | Lara Peyrot          | Swetlana Frisen                             | Monica Lăzăruț             |
| 2003/04 | Cristina Paluselli   | Lara Peyrot                                 | Sofia Lind                 |
| 2004/05 | Cristina Paluselli   | Lara Peyrot                                 | Sofia Lind                 |
| 2005/06 | Cristina Paluselli   | Anna Santer                                 | Lara Peyrot                |
| 2006/07 | Elin Ek              | Lara Peyrot                                 | Jenny Hansson              |
| 2007/08 | Tatjana Jambajewa    | Jenny Hansson                               | Elin Ek                    |
| 2008/09 | Jenny Hansson        | Sandra Hansson Hilde Gjermundshaug Pedersen |                            |
| 2009/10 | Jenny Hansson        | Susanne Nyström                             | Sandra Hansson             |
| 2010/11 | Sandra Hansson       | Susanne Nyström                             | Seraina Boner              |
| 2011/12 | Stephanie Santer     | Seraina Boner                               | Jenny Hansson              |
| 2012/13 | Tatjana Mannima      | Seraina Boner                               | Antonella Confortola Wyatt |
| 2013/14 | Riitta-Liisa Roponen | Antonella Confortola Wyatt                  | Seraina Boner              |
| 2014/15 | Tatjana Mannima      | Aurélie Dabudyk                             | Holly Brooks               |
| 2016    | Aurélie Dabudyk      | Elisa Brocard                               | Klára Moravcová            |
| 2017    | Aurélie Dabudyk      | Maria Gräfnings                             | Rahel Imoberdorf           |
| 2018    | Aurélie Dabudyk      | Maria Gräfnings                             | Rahel Imoberdorf           |
| 2019    | Maria Gräfnings      | Tatjana Mannima                             | Klára Moravcová            |